# U-207
Unterseeboot 207 foi um submarino alemão do Tipo VIIC, pertencente a Kriegsmarine que atuou durante a Segunda Guerra Mundial.

## Comandantes
| Comandante        | Data                                        |
| ----------------- | ------------------------------------------- |
| Oblt. Fritz Meyer | 7 de junho de 1941 - 11 de setembro de 1941 |

## Subordinação
Durante o seu tempo de serviço, esteve subordinado às seguintes flotilhas:
| Período                                     | Flotilha                                  |
| ------------------------------------------- | ----------------------------------------- |
| 7 de junho de 1941 - 30 de junho de 1941    | 7. Unterseebootsflottille (treinamento)   |
| 1 de julho de 1941 - 11 de setembro de 1941 | 7. Unterseebootsflottille (serviço ativo) |

## Operações conjuntas de ataque
O U-207 participou das seguinte operações de ataque combinado durante a sua carreira:
- Rudeltaktik Markgraf (27 de agosto de 1941 - 11 de setembro de 1941)